# Daisuke Asahi
Daisuke Asahi (朝日 大輔 Asahi Daisuke?), född 26 juli 1980 i Hiroshima prefektur, är en japansk fotbollsspelare.
Asahi började sin karriär 2003 i YKK AP (Kataller Toyama). Han spelade 367 ligamatcher för klubben. Han avslutade karriären 2015.